# Tôlanaro
Fort-Dauphin
Tôlanaro ou Fort-Dauphin, est une ville et commune urbaine de l'extrême sud-est de Madagascar dont elle est le plus ancien établissement humain. Tôlagnaro est située dans la province de Toliara (Tuléar) et est le chef-lieu de la région Anôsy. La ville est distante de 1 122 km d'Antananarivo, la capitale malgache.

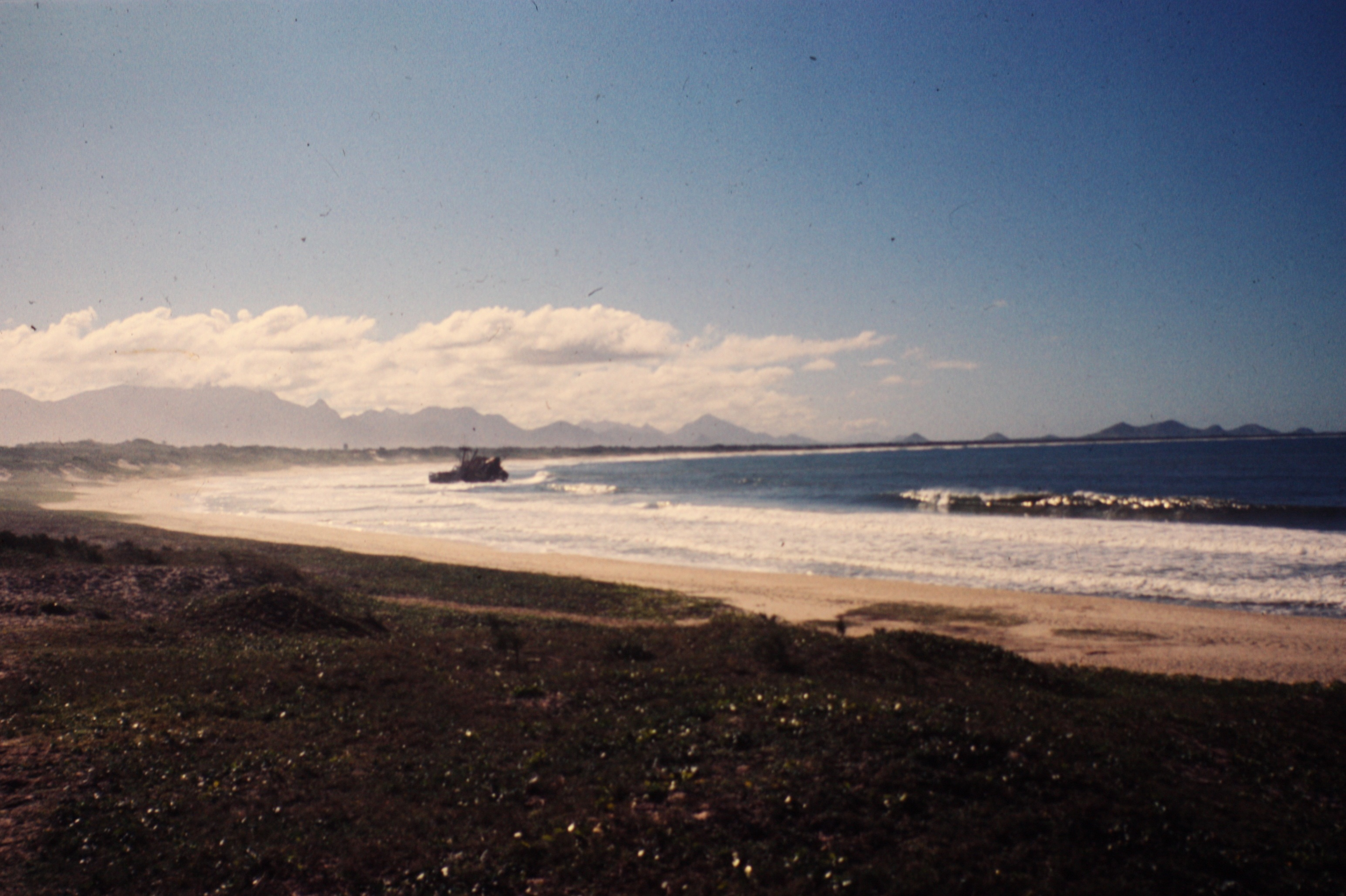

## Géographie et climat
La ville bénéficie de 1 700 mm de précipitations annuelles, en raison de la proximité d'une barrière montagneuse. Ainsi, la région de Tôlagnaro est plus verte et plus fertile que les régions avoisinantes.
La température moyenne est de 23 °C, et oscille entre 20 °C et 26 °C selon les mois.
Tôlagnaro est dominée par le pic Saint Louis qui culmine à 529 m d'altitude, au nord de la ville.

## Toponymie
- Tôlanaro (ou Tolanaro)
- Tolagnaro
- Taolagnaro
- Taolanaro
- Fort-Dauphin
- Tôlagnaro
- Faradofay
- Faradifay
- Anôsy
- Farady

## Historique
Les Portugais arrivent sur l'île de Madagascar au XVIe siècle, mais renoncent à s'y établir durablement dès le début du XVIIe siècle. À la fin du XVIe siècle, les Hollandais tentent de créer une escale dans la baie d'Antongil, mais abandonnent cette entreprise en raison de l'insalubrité des lieux.
Au mois de mars 1642, Jacques de Pronis et Foucquembourg, commis de la Compagnie française des Indes orientales (Société de l'Orient), accompagnés de douze colons embarquent à Dieppe à bord du navire Saint-Louis dans le but de fonder un comptoir commercial, de créer des habitations ainsi que de pratiquer la traite à Madagascar. C'est Pronis qui fonda Fort-Dauphin au nom de Louis XIII, en 1643 et sur l'ordre de Richelieu.
Après avoir envisagé de s'établir dans la baie d'Antongil, ou sur l'île Sainte-Marie, les colons débarquent dans la baie de Manafiafy (ou pointe de Sainte-Luce) (1644).
À ses débuts, la colonie comprenait huit naufragés français, soixante-dix colons envoyés par la Société de l'Orient à bord du Saint-Laurent, et l'équipage du Saint-Louis qui ne put rentrer en France en raison de l'échouage de son navire sur la route du retour vers la France.
Mais, la région étant insalubre en raison des lagunes et des marécages, et voyant les fièvres emporter ses hommes, Pronis décide de transférer la colonie sur la presqu'île de Tholongar à la fin de l'année 1643 (vingt-sept Français décèdent en raison des fièvres).

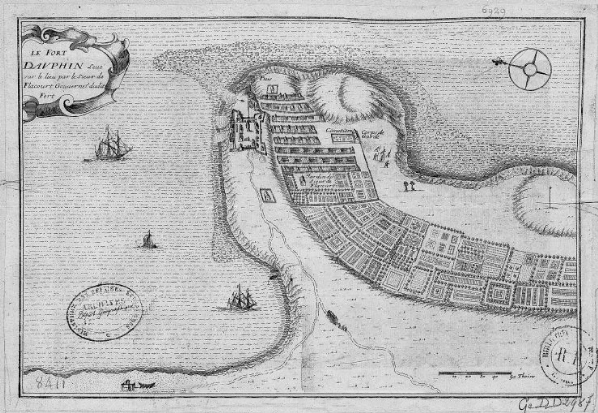
Le Fort Dauphin, levé sur le lieu par le Sieur de Flacourt dans les années 1650

En 1643, sur cette pointe de Tholongar, il fonde le comptoir commercial français de Fort-Dauphin, sur ordre de Richelieu (la dénomination du fort, Fort Dauphin, est en l'honneur du fils du roi de France, le futur Louis XIV). À l'origine, la ville devait servir de point de ravitaillement sur la route des Indes.
Initialement, le fort n'était qu'une construction sommaire entourée de palissade de bois.
Pronis entretient une relation avec une femme malgache. Cela irrite les Français car il gaspille les biens de la Société au profit des parents de sa conjointe. 
En 1646, une révolte éclate, car les affaires commerciales ne marchent pas comme prévu. En 1647, les actionnaires de la Société envoient Étienne de Flacourt pour examiner la situation. Il apprend que de Pronis avait vendu des esclaves et le renvoie en France en 1648.
Il prend sa place à la tête du comptoir, et réalise durant cette période une étude minutieuse des coutumes, de l'histoire, et de la flore de l'île de Madagascar. Son œuvre est composée de trois volumes, le Dictionnaire, le Catéchisme et surtout l'œuvre centrale, l'Histoire de la Grande Isle Madagascar.
Arrivé en compagnie de deux prêtres lazaristes, il repart de l'île en 1655, en ayant au préalable établi un plan d'occupation de Madagascar, mais sans avoir pu réellement concrétiser sa mission commerciale.
En 1668, Souchu de Rennefort décrivit le fort dans son récit Relation du premier voyage de la Compagnie des Indes orientales en l'isle de Madagascar ou Dauphine.

« [...] Le Fort Dauphin a été dessiné carré par celui qui l'a commencé. Il y a deux bastions qui commandent le Port sur le côté Nord, l'enceinte du reste était formée de pieux de la grosseur du bras lorsque nous l'occupâmes, et la symétrie contrainte à 50 pieds de long et 26 de large, la principale porte regarde l'occident et voit devant elle une petite prairie et un agréable paysage, l'autre opposée, regarde l'Orient et la mer [...] »

Après le départ de Flacourt, le comptoir périclite progressivement. Par la suite, le départ des colons s'intensifie notamment à cause des nombreuses difficultés rencontrées par la colonie, dont les plus contraignantes sont l'isolement, les conflits entre les colons et surtout les luttes contre les populations locales Anôsy. En août 1674, les derniers colons français sont chassés par la tribu des Antanosy, qui avait déjà marqué son hostilité envers les portugais et les hollandais, un siècle plus tôt. Après le massacre de nombreux colons, les survivants se réfugièrent dans le fort afin de tenir un siège en attendant des renforts. Le 8 septembre 1674, le navire Blanc Pignon sauva le reste de la colonie et les derniers colons se réfugient alors sur l'île Bourbon (La Réunion).
Après le départ des colons français, Fort-Dauphin et sa région passent sous le contrôle du roi Antonosy et furent fréquentés par de nombreux navires, dont bon nombre d'entre eux s'adonnaient à la piraterie.
De 1766 à 1771, les Français commandés par le comte de Maudave tentent de se rétablir à Fort-Dauphin, afin de faire de l'ancien comptoir une base d'approvisionnement pour leurs colonies des Mascareignes (La Réunion, l'île Maurice et l'Île Rodrigues). Les colons furent bien accueillis par la population locale, et le projet connut des débuts prometteurs, malgré le manque de moyens. Cependant en 1770, l'administration centrale de la marine abandonna le projet entrepris quatre ans plus tôt.
La ville porta, au cours de la période révolutionnaire de la Convention nationale (1792-1795), le nom de Port-de-la-Loi.
Jusqu'à la fin du XVIIIe siècle et au cours du XIXe siècle, Fort-Dauphin resta un port commercial important, très fréquenté par les flottes naviguant dans l'océan Indien.

## Population et démographie
La région de Tôlagnaro est peuplée majoritairement par le peuple Antanosy.
Lors du recensement de 1975, la ville comptait 19 605 habitants. En 1993, la population était de 30 690 habitants et elle a atteint environ 39 000 habitants à la mi-2001. Aujourd'hui, plus de 46 000 habitants vivent à Tôlagnaro.
| 1975   | 1993   | 2001   | 2005   |
| ------ | ------ | ------ | ------ |
| 19 605 | 30 690 | 39 000 | 45 141 |

## Religion
Tôlagnaro est le siège d'un diocèse créé le 14 septembre 1955, antérieurement préfecture apostolique créée en 1896.

## Économie et productions

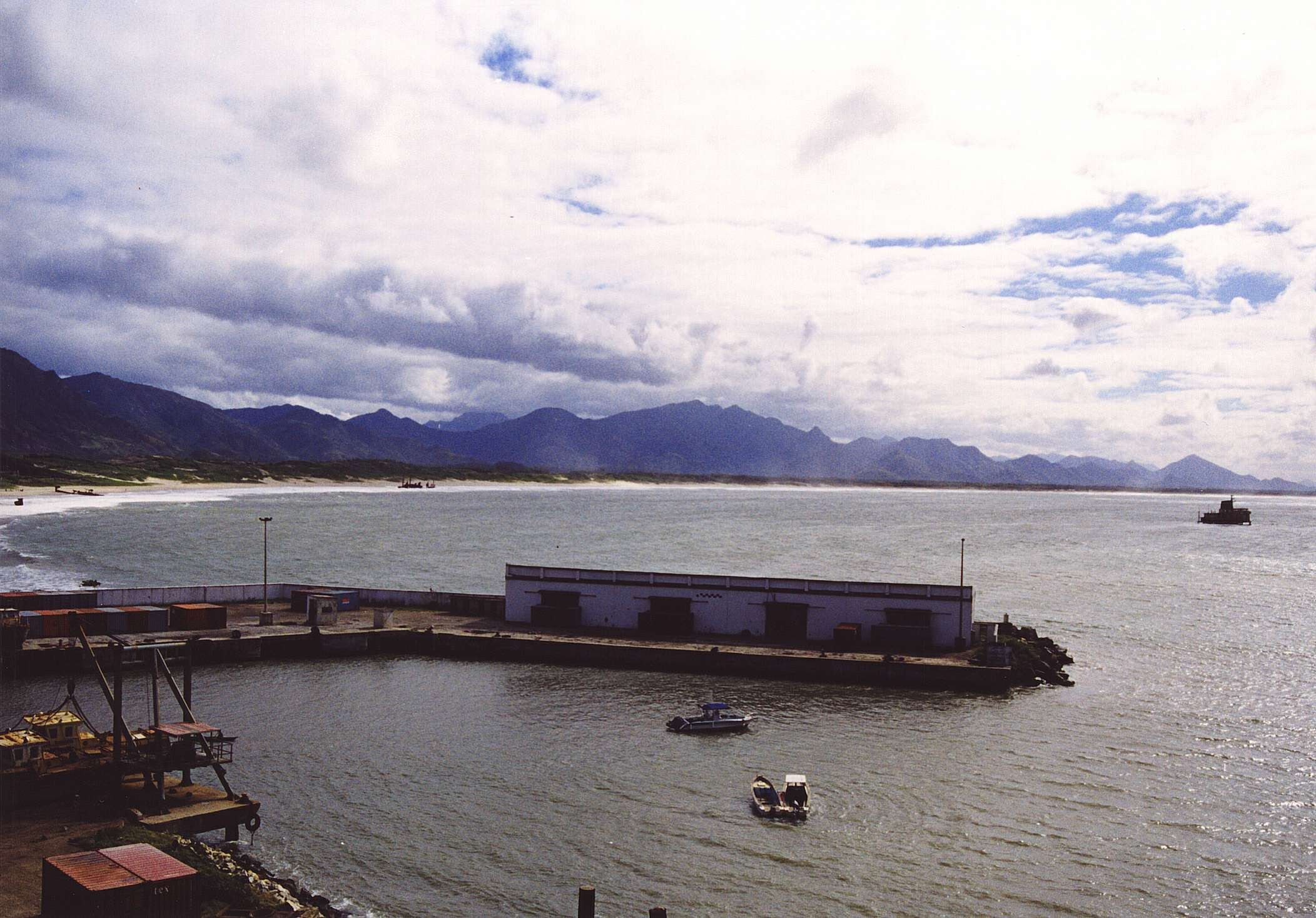
Vue du port de Tôlagnaro.

L'ancien port de Tôlagnaro est une porte ouverte sur le monde, qui sert avant tout à l'exportation des langoustes, des crabes et des algues desséchées.
Malgré la présence de nombreuses matières premières dans la région, beaucoup sont encore sous-exploitées (pierres précieuses, bauxite, titane).
Cependant, la mise[Quand ?] en exploitation de l'ilménite (minerai de titane) par mine à ciel ouvert de Mandena par l'entreprise Canadienne QMM, une filiale de Rio Tinto, a engendré la construction de voies d'accès et du port d'Ehoala en eau profonde à 10 km au sud de la ville, ouvert en 2009 près de l'aéroport. 
Le tourisme est également une des activités majeures de Tôlagnaro.
À 75 km de Fort-Dauphin, aux alentours d'Amboasary-Sud se trouvent de nombreuses plantations de Sisal.
La pêche de la langouste est aussi une activité très répandue dans cette région. Une usine de conditionnement de la langouste y est implantée exportant ainsi des grosses quantités de langoustes en direction de l'Europe et de l'Asie.

## Infrastructures

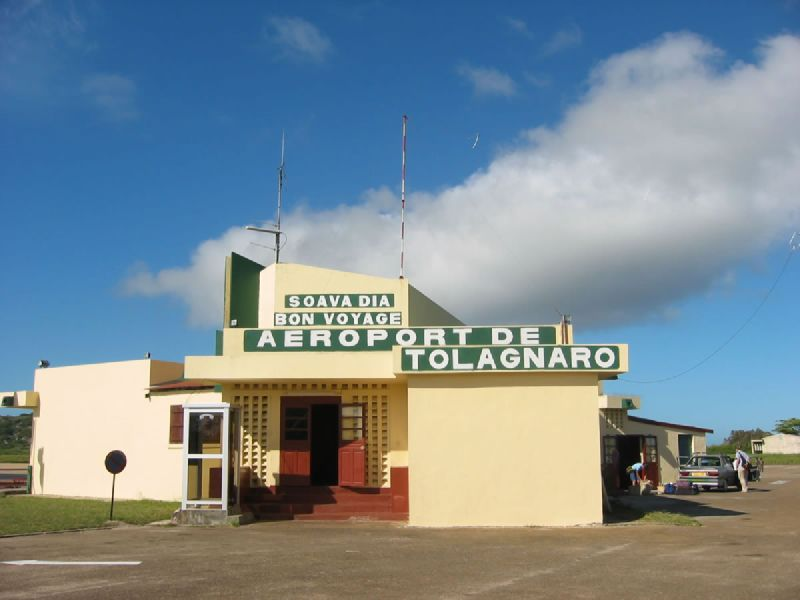
L'aéroport de Tolagnaro

La ville de Tôlagnaro est difficile à atteindre par la route. L'aérodrome, à l'ouest de la ville, a des liaisons régulières avec la capitale Antananarivo. Depuis peu, une liaison aérienne régulière est établie avec Saint-Denis de la Réunion.
Un nouveau port en eau profonde a ouvert en 2009 à 10 km au sud-ouest de la ville au lieu-dit Ehoala.
La ville dispose également d'un hôpital et quelques sites hôteliers.

## Éducation
- Lycée La Clairefontaine[7]
- École primaire française de Fort-Dauphin[8]

## Sites remarquables

### Sites naturels

#### Parc national d'Andohahela

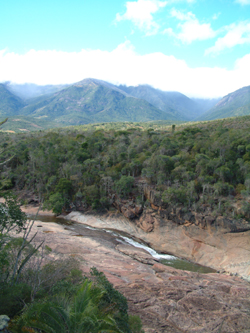
Photo du Parc national d'Andohahela

Le parc national d'Andohahela se situe au nord-ouest de Tôlagnaro.

#### Réserve de Nahampoana
Ancienne « station d’acclimatation botanique» d’espèces utiles à Madagascar, créé vers 1900, ce jardin de 67 hectares au pied du pic St Louis comporte désormais de nombreuses plantes endémiques, (parmi lesquelles les didieracées, arbres en forme de cactus), plusieurs espèces de lémurs, tortues, caméléons et crocodiles et un parcours en barque sur la rivière. Deux maisons d’habitation et un restaurant vous y accueillent.

#### Tourisme durable
Conversion d’une station botanique[Quoi ?] inutilisée et à l’abandon en pôle d’attraction touristique qui génère 15 emplois. En projet, renforcement du maraîchage pour nourrir les hôtes du restaurant, vente des huiles essentielles produites dans la réserve (Camphre, Niaouli), des litchis et mangues. Cette réserve n’est pas clôturée, les gens du village voisin l’utilisent, dans la limite du respect du site et de sa vocation.

#### Réserve de Berenty
La réserve naturelle de Berenty, dans un lieu privilégié sur la rive sud du Mandrare, véritable sanctuaire de la nature est surtout connue pour les Lémuriens qu'elle héberge.
On peut y observer 3 espèces de lémuriens diurnes L. catta (Maki) E.f. fulvus (Lémur brun) et surtout le spectaculaire « danseur », le Propithèque de Verreaux P.v. verreauxi
Cependant 99 espèces aviaires y ont également été recensées. Certaines sont endémiques du Domaine du Sud (Coua coureur, Thamnornis, Newtonie d'Archbold et Vanga de Lafresnaye) ou plus répandues à Madagascar (Héron de Humblot, Épervier de Madagascar, Ganga masqué, Coua géant, Petit-duc de Madagascar, Ninox à sourcils et Martin-chasseur malgache).

#### Le lac Vinanibe
L'ancien nom du lac lors de la colonisation française était Vinany-Bé. Une compagnie, la Société Anonyme de Vinany-Bé de droit français, fut fondée à la fin du XIXe siècle pour l'exploitation des bois tropicaux, son siège social était à Excideuil, Dordogne.

#### Le pic Saint-Louis
Le pic Saint Louis culmine à 529 m d'altitude, au nord de Tôlagnaro.

### Sites historiques[11]
Il existe de nombreuses pierres levées, sites sacrificiels de la culture Antanosy, répertoriées, qui peuvent être visitées dans la région.
On sait que Fort Dauphin fut le lieu d’un établissement français du temps de la minorité de Louis XIV, mais les Portugais les avaient précédés. Pronis, Flacourt, mais aussi les religieux de Saint-Vincent-de-Paul ont laissé des traces. Des vestiges intéressants existent pour les amateurs d’excursions « culturelles » : ceux du fort Flacourt (XVIIe siècle) en cours d’aménagement, ceux du « Tranovato » fortin portugais de l’îlot Santa Cruz (XVIe siècle), les bâtiments coloniaux du jardin botanique de Nahampohena, mais il faut noter aussi les demeures du début du XXe siècle appartenant aux missionnaires américains, et l'architecture 1950 de l'hôtel de ville actuellement en restauration.
Un passé colonial ancien, immortalisé par les « Chansons madécasses » d'Évariste de Parny, et l'« histoire de la grande Isle Madagascar » d'Étienne de Flacourt.
Sauvegarder ces vestiges est essentiel, les accompagner d’une muséographie vivante et attractive pour les touristes comme pour les scolaires est important. Le petit musée ethnographique Atandroy de Berenty est à signaler comme modèle.
Le Fort Flacourt ou « Camp Flacourt » est actuellement occupé par l'armée malgache. Projet de rénovation en cours. Abrite un petit musée consacré à l'origine et à l'histoire coloniale de la ville.

## Sécurité
Tôlagnaro est l'une des villes les plus sûres de Madagascar[réf. nécessaire].
Elle est une des rares villes du pays à bénéficier d'une fourniture continue d'électricité et donc d'éclairage public grâce à la contribution de la compagnie minière QMM (Rio Tinto) à la réhabilitation du réseau électrique et l'apport de groupes électrogènes (JIRAMA).

## Activité sportive
Tôlagnaro avec quelques villes de la côte est de Madagascar (Fenoarivo Atsinanana ou Fénérive-Est en français) offre plusieurs sites où l'on peut pratiquer le surf à Madagascar.

## Le surf
Le surf à Fort Dauphin est une expérience unique et exaltante qui attire à la fois les cavaliers novices et les amateurs de surf chevronnés. Avec son littoral magnifique et une variété de spots de surf adaptés à différents niveaux de compétence, Fort Dauphin est devenue une destination de surf émergente. Cet article de Wikipédia offre un aperçu de la culture du surf de cette région enchanteresse.

### Apprentissage du Surf
Pour ceux qui se lancent dans leur aventure de surf, la plage d'Ampotatra à Faux Cap est le terrain d'entraînement ultime. Cette étendue de côte offre des vagues douces et un fond de sable, ce qui en fait l'endroit idéal pour les débutants pour apprendre les bases et chevaucher leurs premières vagues. Les instructeurs sont facilement disponibles pour fournir des conseils et un soutien, garantissant une expérience d'apprentissage sûre et agréable.

#### Plage d'Ankoba
La plage d'Ankoba, située à Fort Dauphin, s'adresse à un public diversifié de surfeurs, allant des débutants aux cavaliers expérimentés. Ici, les apprenants et les surfeurs chevronnés peuvent profiter de vagues constantes. Cependant, les surfeurs doivent être prudents quant aux courants de déchirure potentiels, car les conditions peuvent varier. Demander des conseils aux experts locaux en surf avant de pénétrer dans l'eau est une étape prudente pour garantir une expérience sûre et agréable.

#### Plage de Mon Seigneur
Pour ceux qui recherchent un défi plus exaltant, la plage de Mon Seigneur offre des vagues constantes qui conviennent le mieux aux surfeurs de niveaux intermédiaire à avancé. Il est important de noter que cet endroit n'est pas recommandé pour les débutants en raison des vagues plus fortes et plus puissantes qu'il offre.

#### Équipement de surf
Fort Dauphin offre aux surfeurs la possibilité d'apporter leurs propres planches ou de louer des planches de surf bien-aimées directement sur la plage. 

#### Surf toute l'année
Une des caractéristiques remarquables de Fort Dauphin en tant que destination de surf est sa praticabilité toute l'année. Les passionnés de surf peuvent chevaucher les vagues à n'importe quel moment de l'année, en faisant une destination adaptée à ceux qui cherchent à échapper aux limites saisonnières rencontrées dans d'autres régions. La température de l'océan reste suffisamment confortable, même pendant les mois d'hiver de mai à septembre, quand elle est nettement plus chaude que sur la côte atlantique en Europe. Vous verrez les habitants en combinaison de surf, et les visiteurs en train de prendre un bain de soleil !

#### Ligues de surf locales
Fort Dauphin abrite plusieurs ligues de surf qui organisent des compétitions, des événements et des activités liées au surf. Ces ligues offrent une excellente opportunité aux surfeurs de se connecter avec la communauté locale de surf et de participer à des compétitions de surf passionnantes.
En conclusion, Fort Dauphin à Madagascar émerge comme une destination de surf prometteuse avec ses divers spots de surf, ses conditions polyvalentes et son infrastructure adaptée au surf. Que vous soyez un débutant cherchant à attraper votre première vague ou un surfeur expérimenté en quête de nouveaux défis, Fort Dauphin offre une expérience de surf unique qui allie beauté naturelle, richesse culturelle et vagues constantes.